# Order 227
Order nr. 227 Was een order dat op 28 juli 1942 werd ingevoerd door de volkscommissaris van Defensie van de Sovjet-Unie, Jozef Stalin. Uit deze tekst kwam het motto: "Ни шагу назад! / Ni sjagoe nazad!" (vertaald: geen stap terug). Deze order was gedeeltelijk gelijk aan order 270, die een jaar eerder was ingevoerd.
Het order hield in dat:
1. Onder alle omstandigheden de terugtrekkingshouding van de troepen op beslissende wijze uit te roeien en propaganda te voorkomen dat ze de terugtocht naar het oosten kunnen voortzetten.
2. Dat er 5 tot 10 strafbataljons worden gecreëerd bestaande uit soldaten en onderofficieren die de discipline hebben verbroken vanwege lafheid of instabiliteit. Deze eenheden worden ingezet in de moeilijkste sectoren van het front, waardoor ze de kans krijgen om hun misdaden tegen het moederland met bloed af te lossen.
3. Dat er 1 tot 3 strafbataljons met 800 leden moesten worden gecreëerd bestaande uit bevelhebbers, oppercommandanten en politieke officieren die de discipline hebben verbroken vanwege lafheid of instabiliteit. Deze bataljons zouden op de moeilijkere delen van een front worden geplaatst, waardoor ze de kans krijgen hun misdaden tegen het moederland met bloed af te lossen.
4. Dat er 3 tot 5 goed bewapende bewakingseenheden achter onstabiele divisies worden geplaatst. Zij zijn verplicht om paniekzoekers en lafaards ter plaatse te executeren in geval van paniek en een chaotische terugtrekking, waardoor trouwe soldaten de kans krijgen hun plicht te doen voor het moederland.
5. Dat alle legeraanvoerders, commissarissen, regimentscommandanten en bataljonscommandanten die hun troepen laten terug trekken zonder toestemming van de legerleiding, verwijderen van hun positie en hun straffen op terechte wijze.

De bedoeling was om het moraal van het rode leger te verbeteren. In de realiteit had het een algemeen schadelijk effect en was niet consequent geïmplementeerd. Commandanten vonden het een verspilling van mankrachten, munitie en wapens om bewakingseenheden op te richten. De bewakingseenheden werd door Stalin in 1944 ontbonden met order nr.349 na het bekijken van de gewijzigde situatie aan het front.

## Tekst
De vijand brengt steeds meer middelen naar het front en trekt verder zonder aandacht te besteden aan hun verliezen. Ze dringen steeds dieper de Sovjet-Unie binnen, veroveren nieuwe gebieden, verwoesten en plunderen onze steden en dorpen, verkrachten, doden en beroven het Sovjetvolk. De gevechten vinden plaats in Voronezh, bij de Don, in het zuiden van Rusland en aan de poorten van de noordelijke Kaukasus. De Duitse indringers rijden richting Stalingrad, richting de Volga, en willen tegen elke prijs Kuban en de Noord-Kaukasus met hun olie- en broodrijkdom veroveren. De vijand heeft Voroshilovgrad, Starobelsk, Rossosh, Kupiansk, Valuiki, Novocherkassk, Rostov aan de Don en de helft van Voronezh al veroverd. Sommige eenheden van het Zuidfront hebben, in navolging van de paniekzaaiers, Rostov en Novocherkassk verlaten zonder serieuze weerstand en zonder bevel van Moskou.  Uit schaamte bedekken ze hun vlaggen.
De mensen van ons land, die het Rode Leger met liefde en respect behandelen, beginnen nu teleurgesteld te zijn en verliezen het vertrouwen in het Rode Leger. Velen van hen vervloeken het leger omdat ze naar het oosten vluchten en de bevolking onder Duitse bezetting laten.
Sommige onverstandige mensen aan het front troosten zichzelf met argumenten dat we de terugtocht naar het oosten kunnen voortzetten, aangezien we uitgestrekte gebieden hebben; veel aarde, veel mensen, en dat we altijd een overvloed aan brood zullen hebben. Met deze argumenten proberen ze hun schandelijke gedrag aan het front te rechtvaardigen. Maar al deze argumenten zijn volledig onjuist, vervalst en werken in het voordeel van onze vijanden.
Elke commandant, elke soldaat en elke politieke officier moet beseffen dat onze middelen niet oneindig zijn. Het grondgebied van de Sovjet-Unie is geen wildernis; maar mensen, arbeiders, boeren, intelligentsia, onze vaders en moeders, echtgenotes, broers en kinderen. Grondgebied van de USSR dat door de vijand is veroverd en dat de vijand graag wil veroveren, is brood en andere middelen voor het leger en de burgers, ijzer en brandstof voor de industrieën, fabrieken die het leger van munitie voorzien; dit zijn ook spoorwegen. Met het verlies van Oekraïne, Wit-Rusland, de Baltische staten, het Donetsk-bekken en andere gebieden hebben we uitgestrekte gebieden verloren. Dat betekent dat we veel mensen, brood, metalen en fabrieken zijn kwijtgeraakt. We hebben niet langer superioriteit ten opzichte van de vijand op het gebied van menselijke hulpbronnen en broodaanbod. Voortzetting van de terugtocht betekent ons, en ook ons moederland, te vernietigen. Elk nieuw stuk territorium dat we aan de vijand overlaten, zal onze vijand versterken en ons verzwakken, onze verdediging, ons moederland.
Daarom moeten we de gesprekken uitroeien dat we ons zonder einde kunnen terugtrekken, dat we veel grondgebied hebben, dat ons land groot en rijk is, dat we veel inwoners hebben en dat we altijd genoeg brood zullen hebben. Deze gesprekken zijn vals en schadelijk, omdat ze ons verzwakken en de vijand versterken, want als we niet ophouden met ons terug te trekken, zullen we zonder brood, zonder brandstof, zonder metalen, zonder grondstoffen, zonder fabrieken en zonder spoorwegen achterblijven.
De conclusie is dat het tijd is om te stoppen met terug te trekken. Geen enkele stap terug! Dit zou vanaf nu onze slogan moeten zijn.
We moeten elk sterk punt, elke meter Sovjetgrond koppig beschermen, tot de laatste druppel bloed. Pak elk stukje van onze grond en verdedig het zo lang mogelijk. Ons moederland maakt moeilijke tijden door. We moeten stoppen, terugvervechten en de vijand vernietigen, wat het ons ook mag kosten. De Duitsers zijn niet zo sterk als de paniekers zeggen. Ze rekken hun kracht tot het uiterste. Nu hun slag weerstaan, betekent de overwinning in de toekomst verzekeren.
Kunnen we opstaan en de vijand terug naar het westen werpen? Ja, dat kunnen we, aangezien onze fabrieken in de achterste gebieden perfect werken en ons leger steeds meer tanks, vliegtuigen, artillerie en mortieren leveren.
Dus wat missen we? Wij ontbreken orde en discipline in compagnieën, regimenten en divisies, in tankeenheden en in de eskader van de luchtmacht. Dit is ons grootste nadeel. We moeten de strengste orde en sterke discipline in ons leger introduceren als we de situatie willen redden en ons moederland willen verdedigen.
We kunnen niet langer commandanten, commissarissen en politieke officieren tolereren, wiens eenheden hun verdediging willekeurig verlaten. We kunnen het feit niet langer tolereren dat de commandanten, commissarissen en politieke officieren verschillende lafaards toelaten om het theater op het slagveld te leiden, dat de paniekzaaiers andere soldaten meesleuren in hun terugtocht en de weg openen naar de vijand. Paniekstrijders en lafaards moeten ter plaatse worden uitgeroeid.
Van nu af aan zou de ijzeren wet van discipline voor elke officier, soldaat, politieke officier moeten zijn - geen enkele stap terug zonder bevel van een hogerop. Company-, bataljons-, regiment- en divisiecommandanten, evenals de commissarissen en politieke officieren van overeenkomstige rangen die zich zonder bevel van boven terugtrekken, zijn verraders van het moederland. Ze moeten worden behandeld als verraders van het moederland. Dit is de oproep van ons moederland.
Om dit bevel te vervullen, betekent ons land te verdedigen, ons moederland te redden, de gehate vijand vernietigen en overwinnen.
Na hun winterterugtrekking onder druk van het Rode Leger, toen het moreel en de discipline in de Duitse troepen viel, namen de Duitsers enkele strikte maatregelen die tot vrij goede resultaten leidden. Ze hebben 100 strafcompagnieën gevormd die bestonden uit soldaten die de discipline braken vanwege lafheid of instabiliteit; ze hebben ze ingezet op de gevaarlijkste delen van het front en hebben ze bevolen hun zonden met bloed te verlossen. Verderop hebben ze ongeveer tien strafbataljons gevormd, bestaande uit officieren die de discipline hadden verbroken vanwege lafheid en instabiliteit, hen hun onderscheidingen hadden ontnomen en ze op nog gevaarlijkere delen van het front hadden geplaatst en hen bevolen hun zonden met bloed te verlossen. Eindelijk hebben de Duitsers speciale bewakingseenheden gevormd en deze achter onstabiele divisies geplaatst en hen bevolen paniekzaaiers ter plaatse te executeren als ze probeerden hun verdedigingsposities te verlaten zonder bevel of als ze probeerden zich over te geven. Zoals we weten, waren deze maatregelen effectief en nu vechten de Duitse troepen beter dan in de winter. Wat we hier hebben, is dat de Duitse troepen een goede discipline hebben, hoewel ze geen verhoogde missie hebben om het moederland te beschermen, en maar één doel hebben - een vreemd land veroveren. Onze troepen, die de verdediging van het verontreinigde moederland als hun missie hebben, hebben deze discipline niet en lijden daardoor een nederlaag.

Zouden we deze les niet van onze vijand moeten leren? Net zoals onze voorouders hebben gedaan om hun vijanden te overwinnen? Dit moeten we doen
Het opperbevel van het Rode Leger commandeert:
1. De militaire raden van de fronten en allereerst frontcommandanten dienen:
a) Onder alle omstandigheden de terugtrekkingshouding bij de troepen op beslissende wijze uitroeien en met ijzeren hand propaganda voorkomen dat we de terugtocht naar het oosten kunnen en moeten voortzetten, en deze terugtocht zal niet schadelijk voor ons zijn;
b) Onder alle omstandigheden de legeraanvoerders uit hun ambt verwijderen en voor de krijgsraad naar Stavka sturen die hun troepen toestonden om zich terug te trekken, zonder toestemming van het frontcommando;
c) Vorm binnen elk front 1 tot 3 (afhankelijk van de situatie) strafbataljons (800 personeelsleden), waar bevelhebbers, oppercommandanten en politieke officieren van overeenkomstige rangen van alle diensten, die de discipline hebben verbroken vanwege lafheid of instabiliteit, moeten worden gestuurd . Deze bataljons zouden op de moeilijkere delen van een front moeten worden geplaatst, waardoor ze de kans krijgen hun misdaden tegen het moederland met bloed af te lossen.
2. De Militaire Raden van legers en legercommandanten dienen:
a) Verwijder onder alle omstandigheden korpsen, legeraanvoerders en commissarissen die hun troepen zonder toestemming van de legerleiding hebben laten terugtrekken. Stuur ze voor de krijgsraad van de Militaire Raden van de Fronten;
b) Vorm 3 tot 5 goed bewapende bewakingseenheden, zet ze in achter onstabiele divisies en verplicht hen om paniekzoekers en lafaards ter plaatse te executeren in geval van paniek en chaotische terugtrekking, waardoor trouwe soldaten de kans krijgen hun plicht te doen voor het moederland;
c) Stel 5 tot 10 (afhankelijk van de situatie) strafbedrijven samen waar soldaten en onderofficieren, die de discipline hebben verbroken vanwege lafheid of instabiliteit naar worden gestuurd. Deze eenheden moeten worden ingezet in de moeilijkste sectoren van het front, waardoor ze de kans krijgen om hun misdaden tegen het moederland met bloed af te lossen.
3. Korpsen, divisiecommandanten en commissarissen dienen:
a) Verwijder onder alle omstandigheden regiment- en bataljonscommandanten en commissarissen die hun troepen hebben toegestaan terug te trekken zonder toestemming van het divisie- of korpscommando. Ontneem hen hun militaire onderscheidingen en stuur ze naar de militaire frontraden voor de krijgsraad;
b) Alle mogelijke hulp en ondersteuning bieden aan de bewakerseenheden van het leger bij hun werk ter versterking van de discipline en orde in de eenheden.

Dit bevel moet in alle compagnieën, troepen, batterijen, eskaders, teams en personeelsleden worden voorgelezen.
Volkscommissaris van Defensie, I. Stalin

## Bron
- Engels vertaalde bron: http://soviethistory.msu.edu/1943-2/the-nazi-tide-stops/no-one-steps-back/